# Olfersia
Olfersia is een vliegengeslacht uit de familie van de luisvliegen (Hippoboscidae).

## Soorten
- O. bisulcata Macquart, 1847
- O. fumipennis (Sahlberg, 1886)
- O. sordida Bigot, 1885
- O. spinifera (Leach, 1817)